# 稻積公園車站

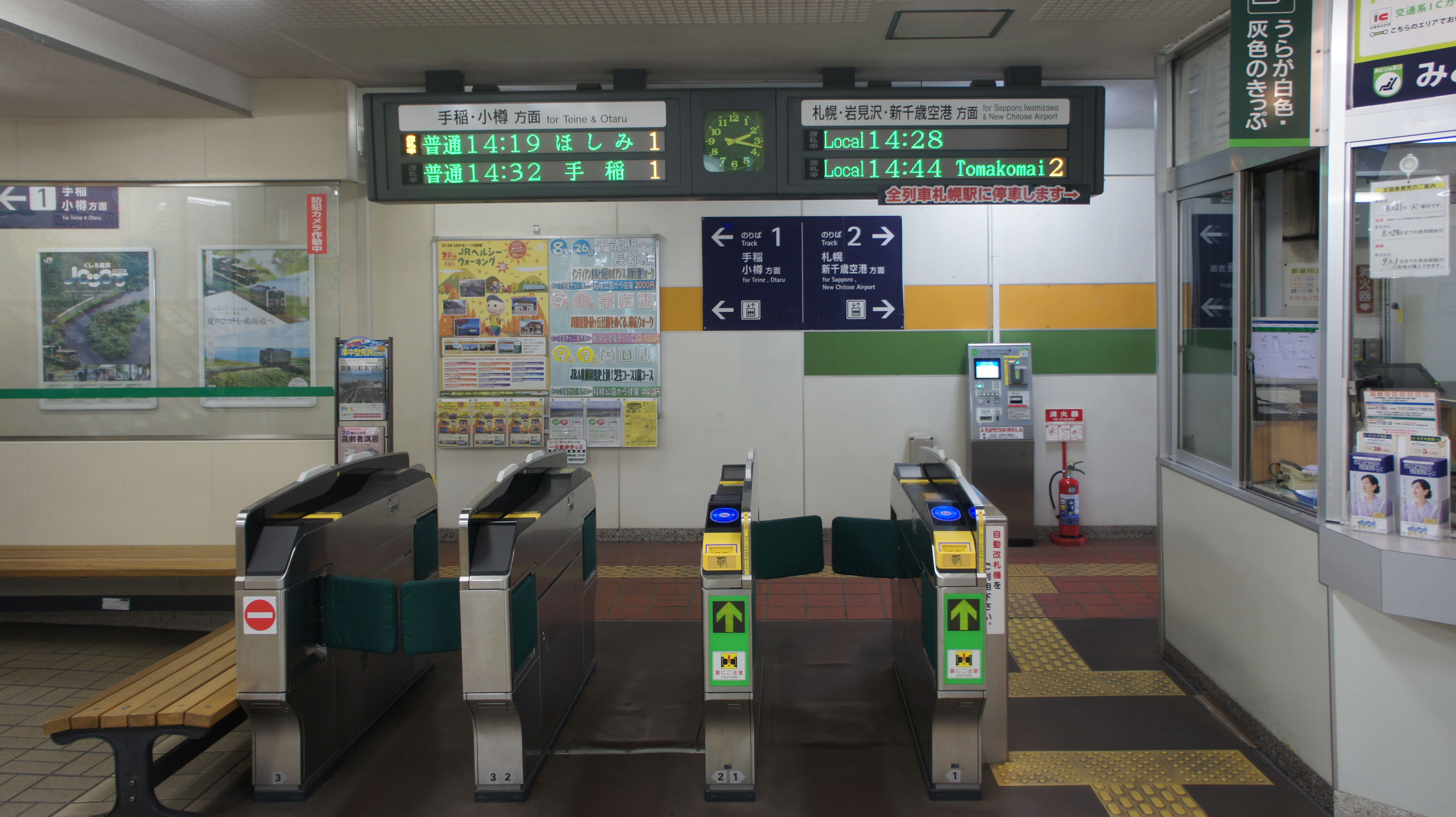
檢票口（2018年8月）

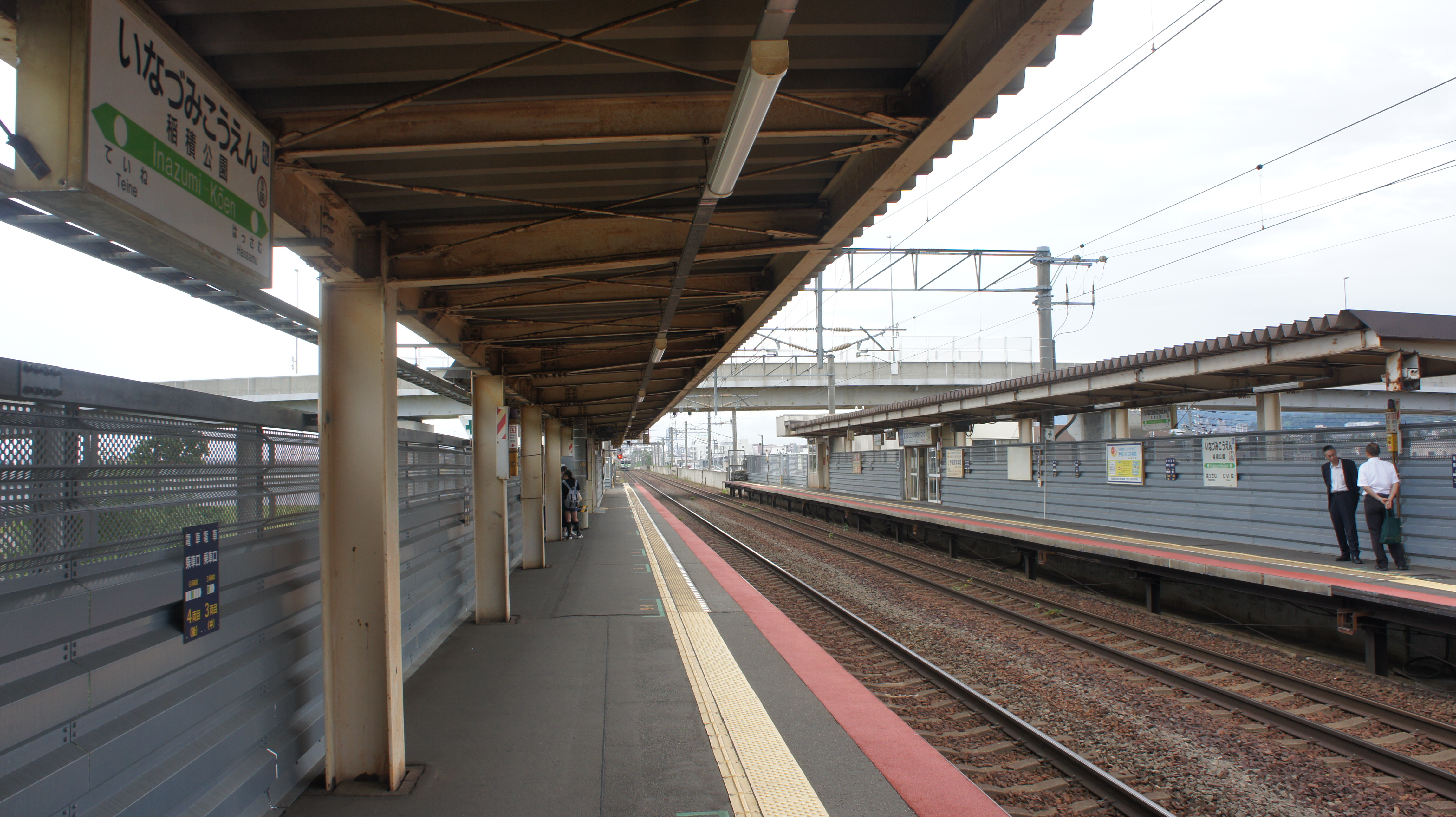
月台（2018年8月）

稻積公園車站（日语：／ Inazumi-kōen eki */?）是一由北海道旅客鐵道（JR北海道）所經營的鐵路車站，位於日本北海道札幌市手稻區，是JR北海道函館本線沿線車站之一，屬於JR北海道本社（札幌總部）的直轄範圍，並委託由JR北海道的子公司——北海道JR服務網（北海道ジェイ・アール・サービスネット）代為經營。

## 簡介
稻積公園車站位於三樽別川南側。為了對應附近低窪的地勢、遭受洪水侵害的高風險問題，1986年時此路段的函館本線經過高架化改建，並且在鐵路線架高工程完成的同時，利用高架路線下方的空間開設了稻積公園車站。站內設置有兩座相對式月台兩條乘車線，包括綠窗口與自動售票機、自動補票機等設施也都一應俱全，甚至設有一Kiosk便利商店。車站在初設時原本是一個委託附設便利商店代售車票的簡易委託車站，但在1987年日本國鐵分割民營化時，接手的JR北海道將本站改為直營化，並轉委託專門設立的子公司來經營。
車站名稱來自位在車站北側的手稻稻積公園。

## 車站結構
西北至東南走向的高架線之下的車站。對向式月台2面2線（月台長：135m）。

### 月台配置
| 月台 | 路線      | 方向 | 目的地                       |
| ---- | --------- | ---- | ---------------------------- |
| 1    | ■函館本線 | 上行 | 手稻、小樽、俱知安方向       |
| 2    | ■函館本線 | 下行 | 札幌、岩見澤、新千歲機場方向 |

## 相鄰車站
北海道旅客鐵道（JR北海道）
■函館本線
□Home Liner、■快速「機場」、「Niseko Liner」、■區間快速（札幌－手稻間快速）「石狩Liner」
通過
■普通（包含所有在札幌車站以東路段又改為快速或區間快速的列車）
手稻（S07）－稻積公園（S06）－發寒（S05）